# Pałac na Pawiej Wyspie

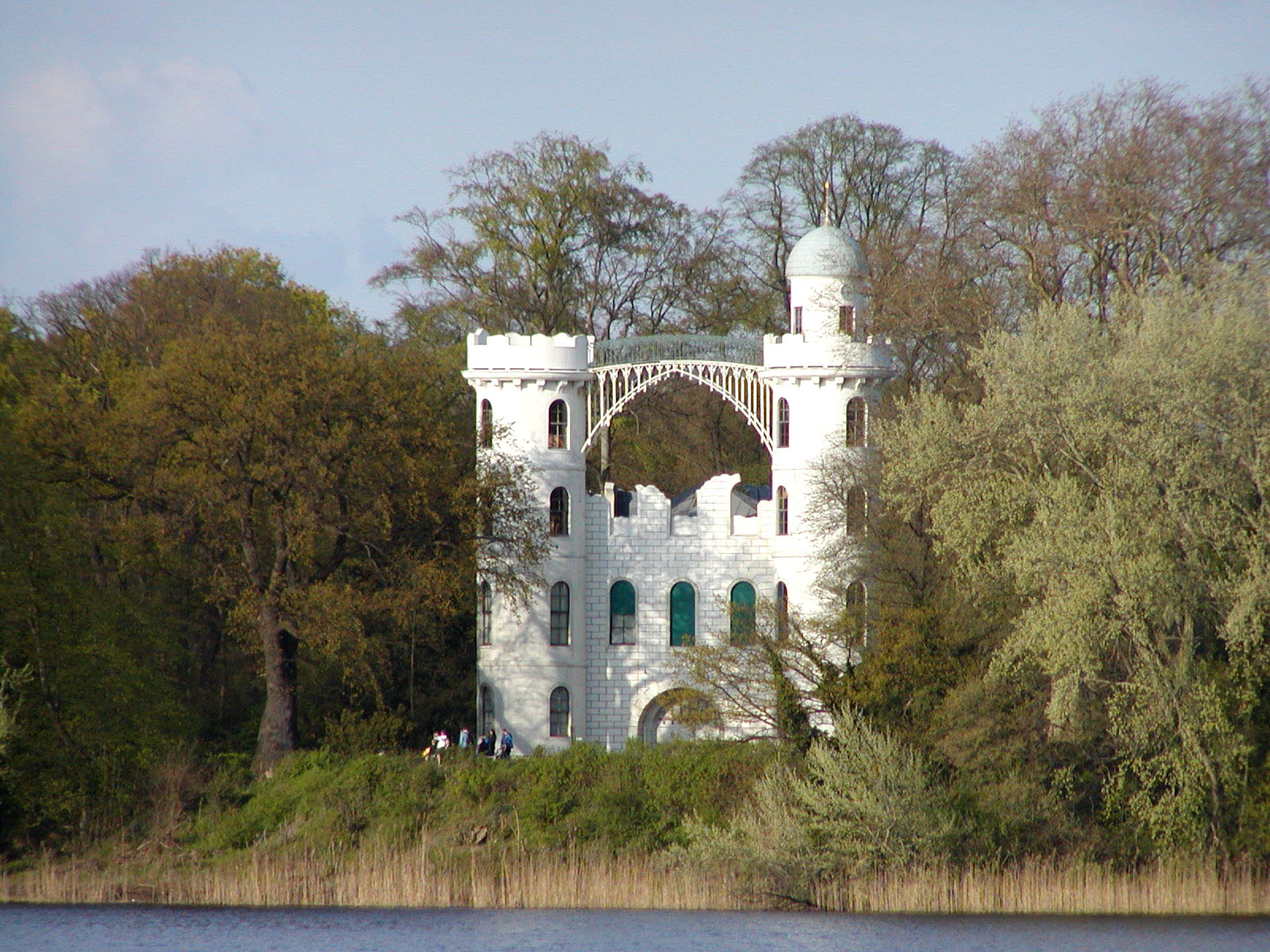
Pałac na Pawiej Wyspie

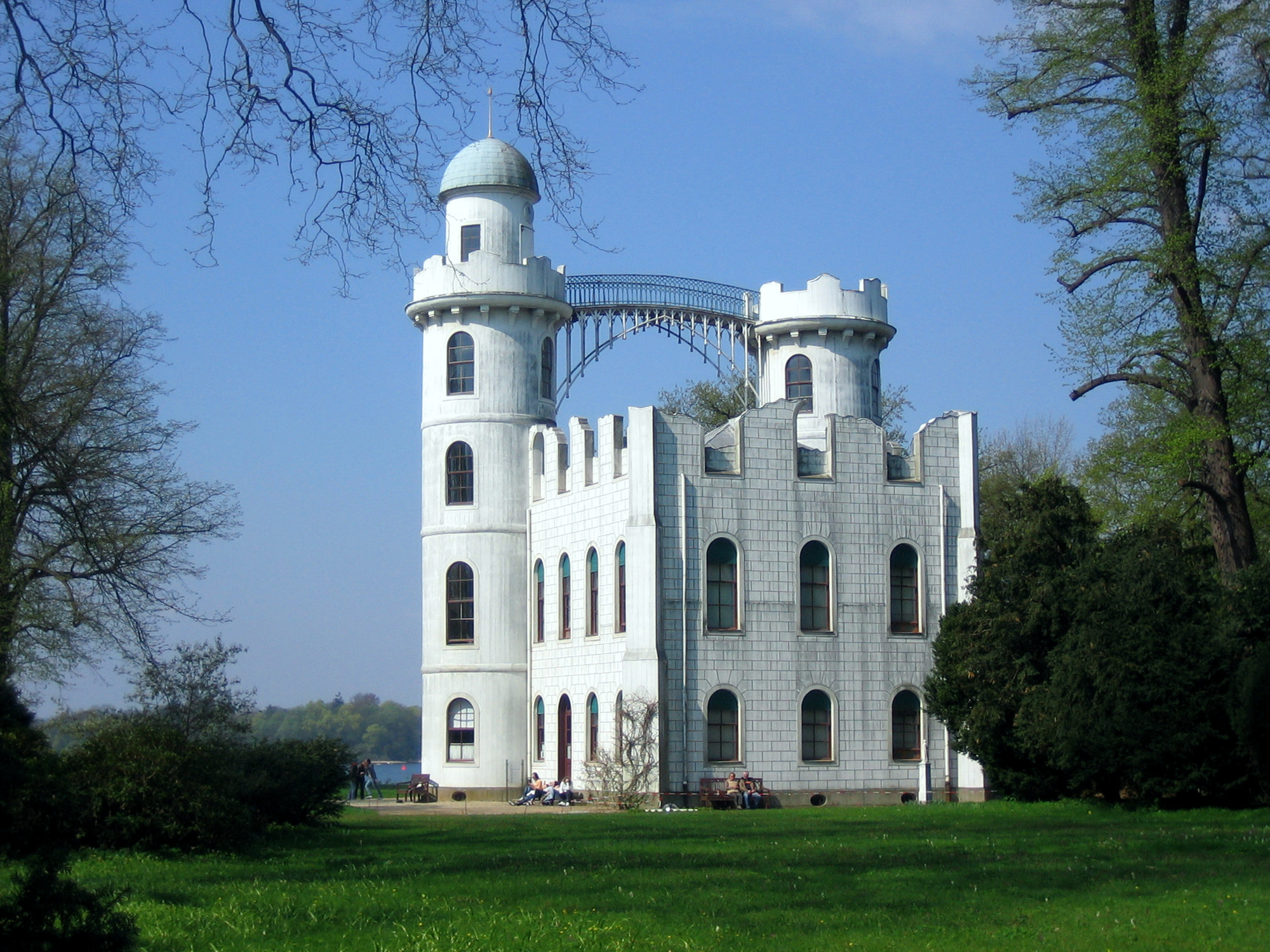
Pałac od tyłu

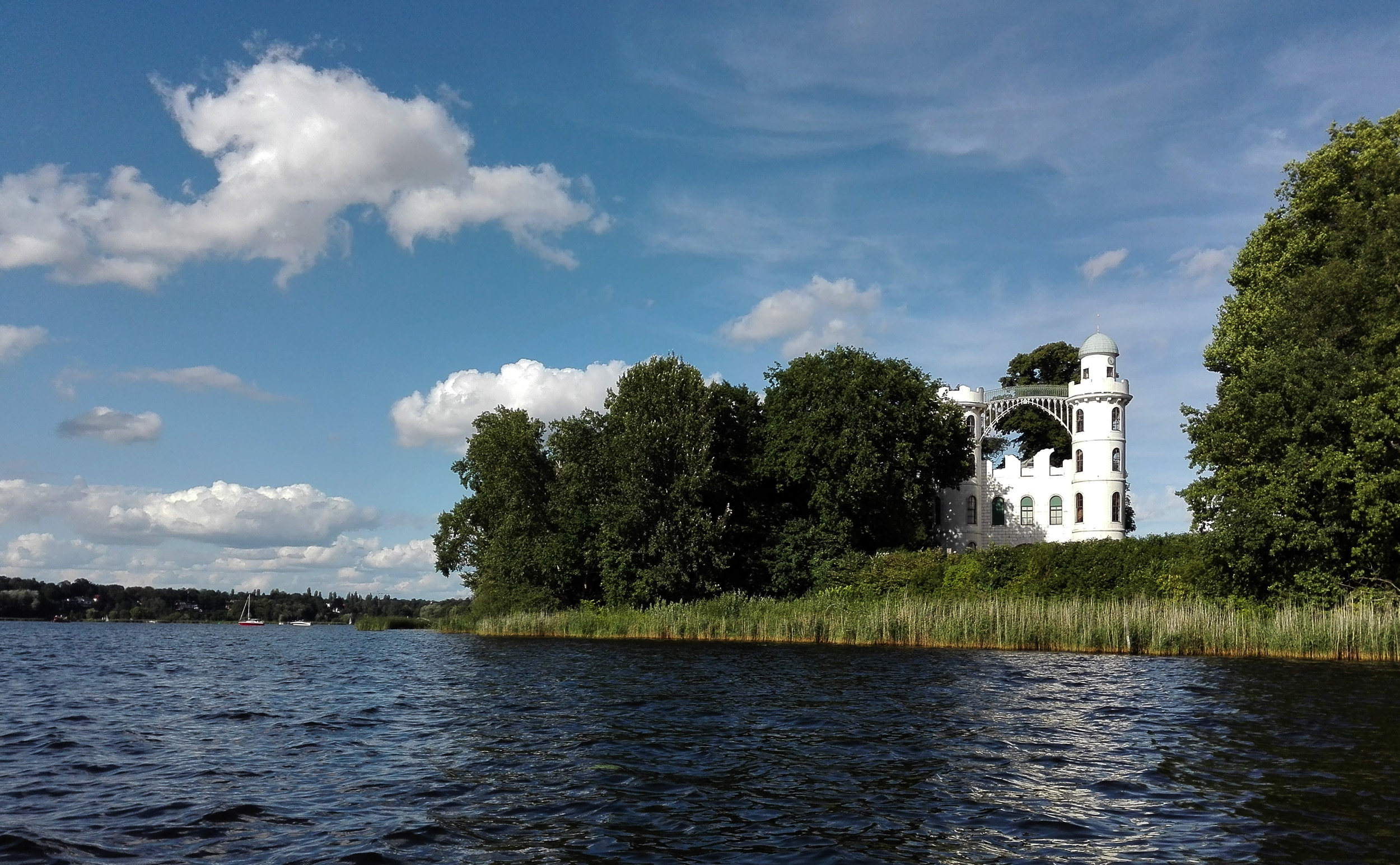
Panorama

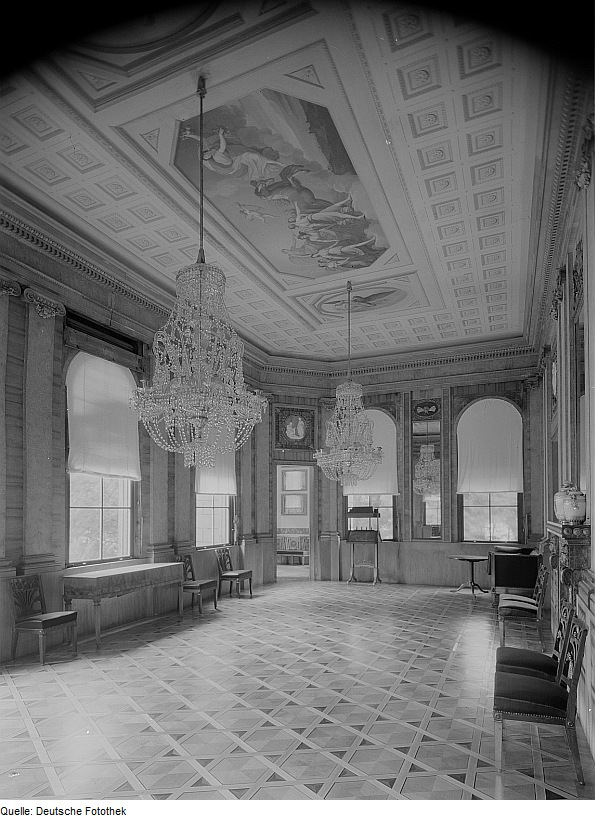
Wnętrza (lata 1960.)

Pałac na Pawiej Wyspie (niem. Schloss Pfaueninsel) – dawna rezydencja letnia królów pruskich na Pawiej Wyspie na Haweli w południowo-zachodnim Berlinie (dzielnica Steglitz-Zehlendorf). Zbudowana pod koniec XVIII w. przez Fryderyka Wilhelma II.
Pałac na Pawiej Wyspie należy do grupy pałaców i zespołów parkowych w Poczdamie i Berlinie wpisanych w 1990 na listę światowego dziedzictwa UNESCO. Obecnie (2008) o pielęgnację i restaurację pałacu troszczy się Fundacja Pruskie Pałace i Ogrody Berlin-Brandenburg (niem. Stiftung Preußische Schlösser und Gärten Berlin-Brandenburg).

## Historia

### Budowa
W latach 1787–1792 Fryderyk Wilhelm II wybudował w Nowym Ogrodzie nad brzegiem Jeziora Świętego (niem. Heiliger See) (północny Poczdam) Pałac Marmurowy, który otoczył parkiem krajobrazowym. Z pałacu była dobrze widoczna jedna z wysp na Haweli – Pawia Wyspa, wtedy zwana jeszcze Ostrowem Króliczym (niem. Kaninchenwerder) – którą król postanowił zagospodarować i upiększyć.
Na wyspę można było łatwo się dostać łodzią wiosłową zarówno z Pałacu Marmurowego, jak i położonego nieco dalej pałacu Charlottenburg w Berlinie. By umożliwić wypoczynek po takiej przeprawie, król postanowił wybudować na wyspie niewielki pałac. Ponadto Fryderyk Wilhelm II pozostający w długoletnim intymnym związku z Wilhelminą Encke pragnął odosobnionego miejsca, gdzie mógłby bez przeszkód spędzać czas ze swoją faworytą. Z pewnością nie bez znaczenia pozostawał fakt, że król, już jako trzynastoletni młodzieniec wybierał się na romantyczne wypady z Wilhelminą, właśnie na Pawią Wyspę. Ich związek przetrwał wiele innych miłostek króla, a także jego dwa małżeństwa zawarte z powodów politycznych i trwał aż do jego śmierci w 1797. W 1796 Fryderyk zdążył nadać kochance tytuł hrabiny von Lichtenau. Zarówno król, jak i Wilhelmina byli bezpośrednio zaangażowani w projektowanie pałacu.
Do budowy drewnianego pałacu nie zatrudniono żadnego architekta, a i prace nie były nadzorowane ani przez dworski urząd budowlany w Poczdamie, ani też przez główny dworski urząd budowlany w Berlinie. Pałac wzniesiono w latach 1794–1797 pod kierunkiem Johanna Gottlieba Brendela z Poczdamu sprawującego funkcję nadwornego mistrza ciesielskiego. Pałac powstał na bazie szkiców króla Fryderyka Wilhelma II, otrzymał dwie wieże, pomiędzy którymi rozpięto charakterystyczny most. Nie wiadomo jednak co było inspiracją dla projektów królewskich. Jednakże w jednym z magazynów popularnych w owym czasie zamieszczono ilustrację przedstawiającą tzw. angielską tablicę – dekorację ścienną, na której widniał obraz pałacu z zegarem, niezmiernie podobny do tego na Pawiej Wyspie. Ponadto, w bibliotece królewskiej znajdował się obraz włoskiej wyspy Capri z podobnym motywem architektonicznym.
Wilhelmina zaaranżowała pałacowe wnętrza. W swojej pracy, nie była wierna jednemu stylowi – powstały tak różne stylowo pokoje jak pokój w wieży udekorowany greckimi brązami czy pokój tahitański nawiązujący do krajobrazów mórz południowych. Pałac pozostawał niezamieszkany od 1840. Oryginalne wyposażenie pałacu zachowało się po dziś.
Kiedy w 1797 budowa została ukończona schorowany król zmarł. Wilhelmina została oskarżona o nieuzasadnione wzbogacenie się, później uniewinniona, jednak przez długi czas musiała zmagać się z ostracyzmem społecznym.

W następnych latach w pałacu przebywali jeszcze w okresach letnich król Fryderyk Wilhelm III wraz ze swoją uwielbianą przez społeczeństwo małżonką, królową Luizą. Luizie pałac nie przypadł do gustu – mówiła o: 

ciasnym, pawim domostwie, gdzie żaden zamek nie chronił przed włamaniem, gdzie, jak powszechnie wiadomo, mury były z papieru…

 Królowa preferowała położony w pobliżu pałac Paretz.

### Obecnie
Pałac na Pawiej Wyspie należy do grupy pałaców i zespołów parkowych w Poczdamie i Berlinie wpisanych w 1990 na listę światowego dziedzictwa UNESCO. Obecnie o pielęgnację i restaurację pałacu troszczy się Fundacja Pruskie Pałace i Ogrody Berlin-Brandenburg (niem. Stiftung Preußische Schlösser und Gärten Berlin-Brandenburg).

## Architektura

### Architektura zewnętrzna
Dwupiętrowa, biała bryła pałacu – szczątkowe trzecie piętro zaznaczono jedynie nieukończonymi oknami, tak by oddawały charakter ruiny – wznosi się pomiędzy dwoma okrągłymi wieżami połączonymi mostem. Oryginalny most był wykonany z drewna, jednak już w 1807 został zastąpiony konstrukcją z kutego żelaza. Pośrodku fasady znajduje się łuk drzwiowy pokryty malowidłem przedstawiającym “włoski krajobraz”.
Struktura budowli nawiązuje do malarskiego projektu Gondelhaus, który miał pierwotnie stanąć w ogrodzie pałacu Charlottenburg, lecz nigdy nie powstał. Pałac na Pawiej Wyspie miał przypominać “zrujnowany rzymski dom wiejski”, by się dobrze komponować w parku krajobrazowym wokół Pałacu Marmurowego.

### Architektura wnętrz
Wnętrza pałacu są skromne, obejmują dwie sypialnie, liczne gabinety oraz bogato zdobione drewnem: jadalnię i bawialnię (na drugim piętrze). Jedna z wież skrywa marmurową klatkę schodową; w drugiej urządzono małe, owalne saloniki, z których jeden, tzw. Gabinet Tahitański (niem. Otaheitische Kabinett) zasługuje na szczególną uwagę. Gabinet ten wystylizowano na bambusową chatę, gdzie oprócz prawdziwych okien dodano iluzoryczne z widokiem na egzotyczny krajobraz. Wyższe piętra wieży zajmowały pokoje dla służby.

## Literatura
- G. Streidt, P. Feierabend (Wyd.): Preußen – Kunst & Architektur. Könemann, 1999. (niem.). Brak numerów stron w książce
- H. Ohff: Preußens Könige. Piper, 2001. (niem.). Brak numerów stron w książce
- Stiftung Preußischer Schlösser und Gärten (Wyd.): Die Pfaueninsel – Amtlicher Führer. Poczdam: 2000. (niem.).Sprawdź autora:1. Brak numerów stron w książce